# Afrobrianax atripennis
Afrobrianax atripennis is een keversoort uit de familie keikevers (Psephenidae). De wetenschappelijke naam van de soort werd in 1931 gepubliceerd door Maurice Pic.